# Alburnus sellal
Alburnus sellal is een straalvinnige vissensoort uit de familie van karpers (Cyprinidae). De wetenschappelijke naam van de soort is voor het eerst geldig gepubliceerd in 1843 door  Johann Jakob Heckel.
A. sellal werd in 1836 verzameld in de rivier Quwaiq bij Aleppo (Syrië) tijdens een wetenschappelijke reis van de geoloog Joseph Russegger.
Sellal is de plaatselijke naam voor de vis en betekent zoveel als "mandenvlechter" (Korbmacher volgens Heckel).